# Be Quick or Be Dead
„Be Quick or Be Dead“ е първият сингъл от албума „Fear of the Dark“ на британската хевиметъл група Айрън Мейдън. Песента е за политическите скандали от този период (1992 г.), включително банковия скандал с Робърт Максуел, краха на европейската стокова борса и др. Излиза месец преди албума и стига второ място в британските класации.

## Състав
- Брус Дикинсън – вокал
- Дейв Мъри – китара
- Яник Герс – китара, беквокали
- Стив Харис – бас, бек воакли
- Нико Макбрейн – барабани

|  | Тази страница частично или изцяло представлява превод на страницата Be Quick or Be Dead в Уикипедия на английски. Оригиналният текст, както и този превод, са защитени от Лиценза „Криейтив Комънс – Признание – Споделяне на споделеното“, а за съдържание, създадено преди юни 2009 година – от Лиценза за свободна документация на ГНУ. Прегледайте историята на редакциите на оригиналната страница, както и на преводната страница, за да видите списъка на съавторите. ВАЖНО: Този шаблон се отнася единствено до авторските права върху съдържанието на статията. Добавянето му не отменя изискването да се посочват конкретни източници на твърденията, които да бъдат благонадеждни. |